# Luciogobius
Luciogobius – rodzaj ryb z rodziny babkowatych.

## Klasyfikacja
Gatunki zaliczane do tego rodzaju:
| - Luciogobius adapel - Luciogobius albus - Luciogobius ama - Luciogobius brevipterus - Luciogobius dormitoris - Luciogobius elongatus - Luciogobius fluvialis - Luciogobius fonticola | - Luciogobius grandis - Luciogobius guttatus - Luciogobius koma - Luciogobius pallidus - Luciogobius parvulus - Luciogobius platycephalus - Luciogobius ryukyuensis - Luciogobius saikaiensis |